# نگرش سیاسی بهرام بیضایی

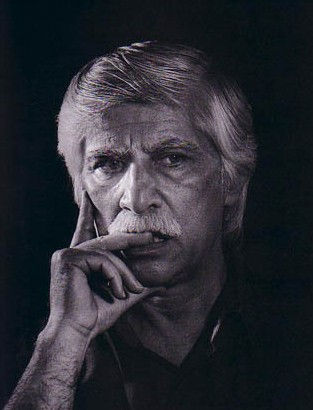
پرترهٔ بیضایی، کارِ فخرالدّین فخرالدّینی (۱۳۸۱)
----
«... تو در تآتر سنگلج... می‌خواهی بابت این فقر و ظلم و دست و پابریدگی بسانسور، ریش آسمان را بچسبی؟ تا «این» حکومت‌ها در امان بمانند و دیگر قضایا؟ ... آن وزارت‌خانهٔ محترم ازین زیر بال گرفتن روشنفکر جماعت بهترین بل را از حضرت بیضایی گرفته است.»
جلال آل احمد، میانه‌های دههٔ ۱۳۴۰
«آقای بیضائی... میداند چگونه مسائل ایران را طرح کند.»
بزرگ علوی، اوایلِ دههٔ ۱۳۷۰
«... بیضایی یک هنرمند اجتماعی است، نه یک کارگر هنری احزاب.»
محمّدرضا لطفی، زمستانِ ۱۳۸۶

بهرام بیضایی (زادهٔ ۱۳۱۷) به آرمان‌گرایی و زمانه‌ستیزی نامور بوده است. او عضوِ حزب‌های سیاسی نبوده و از روابطِ روزمرّهٔ قدرتِ حکومتی، از اجرایی و پارلمانی و قضایی و انتخاباتی و نظامی، در ایران و غیر از ایران برکنار مانده است؛ و، با این همه، واکنش‌هایی به امورِ سیاسی نشان داده و موضعِ توجّهِ محافلِ قدرت و نهادهای امنیتی و پژوهشگرانِ حقوق و فلسفه و علومِ سیاسی و مدنی بوده است. نگرشِ سیاسیِ بیضایی سخت تحتِ تأثیرِ اندیشهٔ سیاسیِ فردوسی و تا حدّی هم علی بن ابی‌طالب بوده است؛ و این در کارهای داستانی و غیرداستانیش منعکس است. خویشتن‌آراییِ سیاسی و اجتماعیِ بیضایی را، روی هم رفته، می‌شود ذیلِ «آزادی‌خواهی» و «دفاع از محیطِ زیست» طبقه‌بندی کرد؛ هرچند نگاهِ جامعش به حال و روزِ ایران هم وجوهِ سیاسیِ بین‌المللیِ پررنگی داشته است. با این حال، فیلم‌هایش کمتر به «ملّی» بودن شناخته می‌شده‌اند.
با آن که بیضایی در کارهای شخصی از مشورتِ حقوقی و وکیل بی‌بهره نبوده، خود شخصاً، اغلب بی‌واسطه و بی آن که نهادی غیر از خودش را نمایندگی کند، خواسته‌هایش را مطرح کرده است.

هرچند نه راست و نه چپ نه در تأیید و نه در طردش یکصدا بوده‌اند، ناقدانی درستی و درستکاریِ بیضایی را کم‌مانند شناخته‌اند. سالِ ۱۳۹۷ «به پاس تلاش فراوان در راه اعتلای فرهنگ ایران» نشانِ عالیِ هنر برای صلح از جشنواره‌ای به همین نام به بیضایی دادند. چند سال پیش‌تر، در ۱۳۹۲، خود دربارهٔ گرایشِ سیاسیش گفته بود:
. . . من خود را سیاسی نمی‌دانم، اما هرگز کسی را هم از برداشت سیاسی آثارم بازنداشته‌ام؛ و مگر شغل من بازداشتن مردم از تفسیر سیاسی است؟ . . .

## پیشینهٔ خانوادگی
ادیب بیضایی، عموی بهرام بیضایی، روابطِ دورادوری با بعضی نزدیکانِ دربارِ رضا شاه، از محمّدتقی بهار و سعید نفیسی تا دیگرانی، داشت. پدرِ بهرام بیضایی، ذکائی بیضایی، نیز در نیمهٔ دوّمِ دههٔ ۱۳۲۰ به فرهنگستانِ ایران رفت‌وآمد داشت. ولی این مانع نشد از زندانی شدنش (غیرسیاسی) در دوره‌ای. از ذکائی در مدحِ محمّدرضا شاه پهلوی در سالنامه کشور ایران (۱۳۵۲) شعر هست؛ و از ادیب در هجوِ سیّد حسن تقی‌زاده در دیوانش (۱۳۲۷). با این که بهائیانِ ایران اغلب هوادارِ نوگراییِ فرهنگی و اجتماعیِ سکولارِ رضا شاهی بودند (هرچند از آرمان‌های مشروطیت که نزدیکی با خواسته‌های بابیّه داشت دور می‌شد)، داریوش آشوری خبر داده که در خانوادهٔ بهرام بیضایی «یک نوع سیاست‌گریزی تبلیغ می‌شد».

## پایگاهِ قدرتِ اجتماعی
عالی‌ترین مقام‌های اداریِ بیضایی سرپرستیِ گروهِ دوّمِ هنرِ ملّی و مدیریتِ گروهِ آموزشیِ نمایش در دانشکدهٔ هنرهای زیبای دانشگاهِ تهران و عضویت (ناخواسته و نادانسته) در هیئتِ امنای موزهٔ آبگینه و سفالینه در دههٔ ۱۳۵۰ بوده است. در کتابِ جلال آل احمد به روایت اسناد ساواک (۱۳۷۹) بدونِ ذکرِ مدرک این جمله نیز دربارهٔ بیضایی آمده است: «در سال ۱۳۵۶ تقاضای عضویت وی در هیأت امنای مؤسسات آموزش عالی وابسته به وزارت فرهنگ و هنر، مورد موافقت محمدرضا پهلوی قرار گرفت و با حکم وی به این سمت منصوب شد . . . .»

## آزادی‌خواهی
هرچند نشود ستایشِ آزادی را مشخّصهٔ اندیشهٔ غالبِ دههٔ ۱۳۴۰ در ایران شمرد، لیبرالیسم، یا دستِ کم صورت‌هایی از لیبرالیسمِ اجتماعی و فرهنگی، در این زمان در ایران نایاب هم نبود: با این که پس از مرگِ علی‌اکبر دهخدا نام‌آوری از حزبِ اجتماعیون اعتدالیون نمانده بود، مجتبی مینوی و محمّدعلی جمال‌زاده و فریدون آدمیّت در اواخرِ دههٔ ۱۳۳۰ کتاب‌هایی دربارهٔ آزادی منتشر کردند. صادق رضازاده شفق جان لاک را و محمود صناعی جان استوارت میل را با ترجمهٔ آثارشان شناساندند. سوسیالیسمِ لیبرال هم، به واسطهٔ آوازهٔ عالمگیرِ برتراند راسل، ناشناخته نبود. ایرج کریمی حتّی بر این باور بوده که «موضع فیلمسازان ایران - پیش از انقلاب - اساساً موضعی لیبرالی بوده است.» و تورج اتابکی بیضایی را «به تعبیری «لیبرال»» می‌شناخته است. ولی البتّه کتاب‌های ضدّغرب‌گرایانهٔ چپ‌گرایان و اسلام‌گرایان و ملّی‌گرایان و ضدّاستعماریان در آستانهٔ انقلاب و بعدتر نیز خوانندگانِ فراوان‌تری یافت. مشروطیت و آرمان‌های غرب‌گرایانه‌اش رنگ باخت و در اوانِ مرگِ آخرین انقلابیانِ جنبشِ مشروطیت اجتماع دوباره به تدریج حالتِ انقلابی یافت و رهبرِ انقلابی خواست. بیضایی نیز اغلب اهلِ واکنش به گرایش‌های غالب بوده است؛ و از همان آغازِ کارش در دههٔ ۱۳۴۰: مثلاً پرسشِ محرّکِ اوایلِ دورانِ کارش را سال‌ها بعد چنین به عبارت درآورد که «چطور می‌شود که ما همه با استبداد، سانسور و تعصب‌ها مخالفیم ولی خودمان ریشهٔ آن، پرورش‌دهندهٔ آن، و فشردهٔ آنیم؟»

### نمایش در ایران
نظرِ بیضایی به نمایشِ ایرانی در کتابِ نمایش در ایران (۱۳۴۴) شاملِ مفصّل‌ترین و منسجم‌ترین تبیینِ نگاهِ سیاسیش در قالبِ تاریخِ نمایش همچون پدیده‌ای اجتماعی و آیینی است.

### عرصهٔ غیرنمایشی

#### اعتراض به بیداد، نه انتظارِ داد
گرایشِ اعتراضیِ بیضایی از آغازِ کارش کم و بیش ناسازگار بوده با اعتراضِ موعودگرایانه: انتظارِ منجی نزدِ بیضایی پسندیده و در آثارش برانگیزندهٔ همدلی نبوده است.

#### نوجوانی وجهانِ سوّم‌گرایی

خلیل ملکی (۱۳۴۸−۱۲۸۰)
----
بیضاییِ جوان از اواخرِ دههٔ ۱۳۳۰ با ملکی خصوصیت و همنشینی و همکاریِ نامربوط به سیاستِ عملیِ روز داشت. پنجاه سالی پس از مرگش به یادش نوشت: «خلیل ملکی یکی از شریف‌ترین مردمانی است که در زندگی دیده‌ام. کسی که تو و بیرون حرفش یکی است.» بنا بر یک گزارشِ ساواک به تاریخِ ۲۴ مهرِ ۱۳۴۷، بیضایی «از سال ۴۰ به بعد روابط خود را با عناصر مورد بحث قطع نموده است.» ولی در واقع چنین نبود؛ و بیضایی، دستِ کم برای تحقیقاتش، باز هم به دیدارِ ملکی رفته بود. غیر از ملکی، از کنجکاویِ بیضایی دربارهٔ یک سیاست‌پیشهٔ دیگر نیز خبر هست: امیر کبیر.

نخستین نمونه‌های معاشرتِ بیضایی با رجالِ سیاسی را در اواخرِ دههٔ ۱۳۳۰ می‌شود سراغ گرفت: او همراهِ دوستانی چون داریوش آشوری به خانهٔ خلیل ملکی و دفترِ مجلّهٔ علم و زندگی رفت‌وآمد داشت. با این همه، چنین نمی‌نماید که فعالیتِ سیاسی در حزبِ نیروی سوّم یا جامعهٔ سوسیالیست‌های نهضتِ ملّیِ ایران داشته بوده. همایون کاتوزیان به یاد آورده که بیضایی در جلساتِ چهارشنبه‌ها دربارهٔ هنر در خانهٔ ملکی می‌بوده و داریوش آشوری خبر داده که او در دفترِ مجلّه هم فیلم نمایش می‌داده و، با این که با ملکی بر سرِ مهر بوده، کارِ حزبی نمی‌کرده است. آنچه از بیضایی در مجلّهٔ علم و زندگی چاپ شده نیز همین را تأیید می‌کند: مثلاً مقالهٔ «سینمای هند» (۱۳۴۰). ولی، در عین حال که گفته شده بیضایی «در کلیشه‌های چپ و راست هم‌دوره‌ای‌هایش در دهه ۴۰ گرفتار نشد»، بوده‌اند ناقدانی که رگه‌ای سوسیالیستی در آثارِ این دوره‌اش سراغ کرده‌اند؛ و، با این همه، به عبارتِ داریوش آشوری «بیضایی می‌خواست هنرمند آزاد باشد و چیزی بر او دیکته و فرموله نشود» و، از این لحاظ و از این رو، «از تعریض‌ها و طعنه‌های روشنفکران زمانه برکنار نبود.» یک گزارشِ ساواک در دههٔ ۱۳۴۰ آورده که بیضایی از پایانِ دههٔ ۱۳۳۰ از سیاسیّونِ نزدیک به خلیل ملکی فاصله گرفته است. حتّی در اسفندِ ۱۳۴۳ مقاله‌ای تند علیهِ ابرِ زمانه و ابرِ زُلفِ محمّدعلی اسلامی ندوشنِ متأثّر از سوسیالیست‌های معتدلی چون جواهر لعل نهرو منتشر کرد که نمایشنامه‌ای سراسر سیاسی در تشریحِ نمادینِ اوضاعِ چپِ سوسیالیستی و راستِ لیبرال و جهانِ سوّم بود. زمستانِ سالِ بعد محمّدرضا شاه پهلوی به تماشای پهلوان اکبر می‌میرد نشست؛ آن هم در حالی که، علی‌رغم کوشش‌های وزارتِ فرهنگ و هنر، متنِ بیضایی برای نمایش در حضورِ شاه سانسور نشده بود. بر خلافِ گرایشِ یکسره ضدّسیاسیش در انتقاد از نمایشنامهٔ اسلامی ندوشن، سالِ ۱۳۴۵ بیضایی معترضِ برتولت برشت شد که چرا در ترس و نکبتِ رایشِ سوّم بلاهای بزرگ‌تری را نشان نداده که نازی‌ها بر سرِ «خونهای مورد حمله‌ی نژاد برتر» آوردند؛ هرچند کلاوس آدلر، مدیرِ تئاترِ مؤسّسهٔ فرهنگیِ آلمان در تهران، این داوری را از بی‌خبریِ بیضایی از تاریخِ آلمانِ نازی و نشناختنش برشت را دانست، نه از گرایشِ سیاسیش. با این همه، انتقادِ اساسیِ بیضایی از کارنامهٔ چپ، دستِ کم چپ در ایرانِ دورهٔ پهلوی، را بعدها دیگرانی چون مهدی تدیّنی به رسمیت و اصالت شناختند.

. . . وزیر وقت هم که داماد شاه بود همیشه این اعتراض را داشت؛ می‌گفت شما کار خودتان را می‌کنید، برای مملکتتان کاری نمی‌کنید. یک دفعه فقط یک کار فرمایشی-دستوری دادند که ۵–۶ نویسنده روی سپاه دانش کار کنیم. بیضایی، ساعدی، رادی، من، صیاد و یک آقای دیگری به نام «جو ذوالریاستین» . . . . آن‌ها پولی به ما دادند که سپاه دانش را مطالعه کنیم و الهام بگیریم و یک نمایشنامه بنویسیم. هیچ‌کدام هم ننوشتیم! . . .

علی نصیریان، ۱۳۹۴

#### آزادیِ بیان و کانونِ نویسندگان
گفت‌وشنودهای بیضایی در احضارهایش به ساواک نیز غیر از خواهشِ عمومیِ آزادی چیزی، چون وابستگی‌ای جناحی و مرامی، نشان نمی‌دهد. بیضایی در ۱۳۴۷ از پایه‌گذارانِ کانونِ نویسندگانِ ایران بود که حسّاسیتِ حکومتیِ شدیدی برانگیخت؛ ولی، با وجودِ نامه‌نگاری‌هایی دربارهٔ آزادیِ بعضی نویسندگان از زندانِ سیاسی و امنیتی، سندی منتشر نشده که نشان دهد بیضایی علیهِ حکومتِ خانوادهٔ پهلوی مبارزهٔ فعّال می‌کرد. حتّی هنگامی که در شب‌های شعرِ گوتهٔ ۱۳۵۶ می‌توانست، هم‌نوا با بیشترِ سخنرانان، به سانسورِ حکومتی اعتراض کند، وجاهتِ سیاسی را فروگذاشت و از خودِ مستمعان تنزّه طلبید و به ریشه‌های اجتماعیِ سانسور پرداخت و توده‌های مردم را مقصّرِ اصلیِ عدمِ آزادی و امکانِ تحقّقش شمرد. محمود دولت‌آبادی به یاد می‌آورده که حوالیِ میانهٔ قرن از بیضایی شنیده «مردم حافظه تاریخی ندارند.»

#### انقلاب: سرنگونیِ «پادشاهیِ مشروطه» و برآمدنِ «جمهوریِ اسلامی» و «ولایتِ مطلقه»
موضعِ بیضایی در نسبت با جنبشِ مشروطهٔ ایران تا حدّی در نمایشنامهٔ ندبه پیداست: بدبینی به مستبدّ و مشروطه‌خواه هر دو. رابطهٔ بیضایی با انقلابیانِ ۱۳۵۷ — به قولِ خودش «مردمِ خُوشباورِ پنجاه‌وهفت» — نیز بی درگیریِ فکری و مرامی نبود: بسیاری از چپ‌ها و اسلام‌گرایان او را از خود نمی‌دانستند و بیشترِ مبارزانِ انقلابی، از جلال آل احمد تا سعید سلطان‌پور، به قولِ ناقدی «چپ‌های دیروز، دست راستی‌های فردا»، بر اساسِ اندیشه‌های ژدانفی، مرتجع می‌شناختندش. با این همه، او طرفدارِ پادشاهیِ پهلوی هم نبود؛ همچنان که «مسئولین حکومتی» هم «اصلاً دید انتقادی بیضایی را قبول نداشتند.» غفّار حسینی در آبانِ ۱۳۵۸ اندیشهٔ سیاسیِ نویسندهٔ مرگ یزدگرد را چنین به عبارت درآورد: «طبقه زحمتکش در ایران هنوز به آن مرحله از آگاهی نرسیده است که خود را «مامای» تاریخ بداند.» نویسنده‌ای انقلابی در ۱۳۶۱ آیندهٔ کارِ بیضایی را چنین پیش‌بینی کرد که «راهی» را که او می‌رود «باید بدون نقش توده‌های مردم طی نماید.» بعدها محسن مخملباف متّهمش کرد که «از هیچ چیز دفاع نمی‌کند تا هیچ جا جوابگو نباشد.»

#### تنگنای کار در جمهوریِ نوپا و اعتراض: عناصری از ملّی‌گرایی
«یکی بت شکستند و خود بت شدند . . .» (بیضایی، ۱۳۹۳)
پس از ۱۳۵۷ عرصه بر بیضایی تنگ‌تر هم شد. او در این سال از کانونِ نویسندگان کناره گرفت. کمتر از سه سال بعد، با انقلابِ فرهنگیِ ایران، هم‌زمان با بسیاری، از استادیِ دانشگاهِ تهران اخراج شد؛ و مشکلاتِ حکومتی در ساخت و نمایشِ بعضی فیلم‌ها و نمایش‌هایش نیز پدید آمد. توقیف‌های پیاپی و عدمِ امکانِ کار سببِ چند بار مهاجرتش شد، که از واپسینش به ایران برنگشته است. سال‌ها پیش از این مهاجرت بهزاد فراهانی گفته بود: «هر سیاست فرهنگی که نتواند چنین آدمی را تاب بیاورد، بزرگترین لطمهٔ اقتصادی و تاریخی را به ملتش زده است.»

. . . در نیمه دهه شصت، من برای ورود به دانشگاه . . . رتبه‌ام اول بود ولی در مصاحبه ورودی دانشگاه رد شدم! چون آن‌موقع باید از محسن مخملباف تعریف می‌کردی و به بهرام بیضایی فحش می‌دادی، و خب من برعکس عمل کردم!

حمید امجد، آذرِ ۱۳۹۶
بیضایی پس از انقلاب نیز فعالیتِ سیاسی به معنای متعارف نکرد و له یا علیهِ سیاست‌پیشه یا حکومتی در ایران یا بیرون از ایران تبلیغِ چندانی نکرد. البتّه بیشترِ اوقات از اصحابِ قدرتی که به نحوی مانعِ کارِ خود یا همکارانش شده‌اند شِکوه کرده و گاهی نامهٔ اعتراض نوشته یا بیانیه‌های گروهی در حمایت از این یا اعتراض به آن را امضا کرده است.

. . . با هنرمندی سر و کار داشته‌ایم که انسان و منزلت و تقدیر تاریخی‌اش مشغلهٔ ذهنش بوده است و حتی در دههٔ چهل که اغلب روشنفکران و هنرمندان ما راوی سیاست‌زدگی بودند و نقصان کارشان را در لفاف آرمان‌های دهان‌پرکن می‌پوشاندند، بیضایی با تحمل و کار و مداومت تمام، جستجوی عمیق و اساطیری‌اش را همچنان دنبال کرد.
به همین خاطر است که به بیضایی نمی‌شود انگ «اپوزایسیون» بودن چسباند — که موضعی است گذرا و سیاست‌زده — چراکه آگاه است به توظف‌اش و معطل چنین کلنجار رفتن‌هایی نمی‌ماند و همیشه به لایه‌ای عمیق‌تر نظر دارد. . . .

آیدین آغداشلو، ۱۳۷۷

تجلیل از شاملو آن شاعر معاند و بهرام بیضایی، آن کارگردان خصم انقلاب و نظام در ایران جوان دولتی چرا؟

مرتضی نبوی، ۱۱ اردیبهشتِ ۱۳۷۸
در میانه‌های دههٔ ۱۳۷۰، حوالیِ زمانِ قتل‌های زنجیره‌ایِ ایران، سعید امامی مزاحمت‌هایی برای بیضایی ایجاد کرد. بیضایی در این زمان یک سالی به استراسبورگ رفت.

بهارِ ۱۳۷۸، که عطاءالله مهاجرانی (وزیرِ وقتِ فرهنگ و ارشادِ اسلامیِ ایران) در دورهٔ پنجمِ مجلسِ شورای اسلامی استیضاح شد، یکی از اعتراض‌های اعضای معترضِ مجلس این بود که وزارتِ فرهنگ و ارشادِ اسلامی امکانِ کارِ مانندانِ بهرام بیضایی را، که دارای گرایشِ مذهبی و سیاسیِ دلخواهِ این وکیلان شمرده نمی‌شدند، فراهم کرده. مرتضی نبوی در نطقش از «تجلیل» ِ بیضایی گله گرد. مهاجرانی، در پاسخِ نمایندگانِ معترض و در دفاع از کارِ وزارتخانه‌اش، در سخنرانی در مجلس به فیلم‌نامهٔ روز واقعه استناد کرد و پس از مقدّمهٔ کوتاهی چنین آغازِ سخن کرد: 
از جناب آقای بیضایی برادر عزیزمان جناب آقای نبوی نام بردند و ایشان را نکوهش کردند. در شام غریبان در تلویزیون جمهوری اسلامی ایران فیلم «روز واقعه» نشان داده شد. فیلم «روز واقعه» بدون تردید زیباترین، مؤثرترین فیلمی است که پیام انقلاب عاشورای امام حسین (ع) را تبیین کرده است. فیلمنامه این فیلم را جناب آقای بیضایی نوشته‌اند، یعنی کسی که با شور، با عشق، با توجه فیلمنامه درباره امام حسین (ع) نوشته از زاویه یک جوان مسیحی که نسبت به امام حسین (ع) توجه می‌کند و این جمله را به کار می‌برد: «که تمام حجت من حسین است». این جمله، رمز، راز و عامل حرکت یک جوان است که به سوی کربلا حرکت می‌کند. خوب، چطور می‌شود ما بدون توجه به این همه توجه، این همه تلاش، کاری که هنرمندان ما انجام می‌دهند به همین راحتی در مورد آنها نام ببریم.— (۱۱ اردیبهشتِ ۱۳۷۸)

بدین ترتیب بوده که جناحِ اصلاح‌طلبانِ جمهوریِ اسلامیِ ایران، که از لحاظِ فرهنگی آزادمنش‌تر از اصول‌گرایان بوده، روی خوش‌تری به کارِ بیضایی نشان داده و حتّی گاهی وابستگانش از مزاحمتِ جناحِ رقیب برای کارِ بیضایی گله کرده‌اند. ولی بیضایی گرایشِ محسوسی به هیچ‌یک نشان نداده، و حتّی تفاوتِ اساسی میانِ ایرانِ پیش و پس از ۱۳۵۷ ندیده: مثلاً در فیلم‌نامهٔ اتفاق خودش نمی‌افتد! (۱۳۸۱) یک شخصیتِ قدرتمندِ نزدیک به حکومتِ پس از انقلاب همان است که پیش از انقلاب برای حکومتِ پیشین کار می‌کرده و شخصیتِ مبارزِ پیشین همچنان مغضوب و مخالفِ قدرتِ نوین است. اصول‌گرایان نیز بیضایی را بهانهٔ جدال با رقیبان قرار داده‌اند: مثلاً نمایندگانِ روزنامهٔ کیهان در دیِ ۱۳۸۲ در گفتگو با اکبر هاشمی رفسنجانی کاستیِ سانسورِ مسافران را نمونهٔ آسان‌گیریِ زیانبارِ فرهنگیِ دولتش دانسته‌اند و او چنین پاسخ داده که:
شما وقتی می‌خواهید مثل بزنید، همان فیلم آقای بیضایی را مثل می‌زنید که خود شما می‌گویید ۳۰ ثانیه سانسور شد. بالاخره وزارت ارشاد چاقوی سانسور را بر زمین نگذاشت، ولی سعی می‌کردیم هنرمندان سینما را هم با خود داشته باشیم و به کمک آنها نیروهای موفق‌تری در همه بخشهای مهم تربیت کنیم که نیازی به سانسور نباشد.
سالِ ۱۳۸۸ گروهی از اهلِ نمایش نظرِ بیضایی را خواستند دربارهٔ واکنشِ دسته‌جمعی به پیامدهای دهمین انتخاباتِ ریاستِ جمهوریِ ایران؛ و او ایشان را بر حذر داشت از این که همکارانشان را مجبور به همراهی کنند: «شما متنی را به افراد بدهید، اگر می‌خواهند امضا کنند و اگر نمی‌خواهند امضا نکنند.» در سال‌های دوری از ایران پس از ۱۳۸۹ چند شعرِ تندِ ضدِّ حاکمانِ ایران از بیضایی منتشر شد، از جمله چند تا در زمانِ اعتراضاتِ سراسریِ ۱۴۰۱.

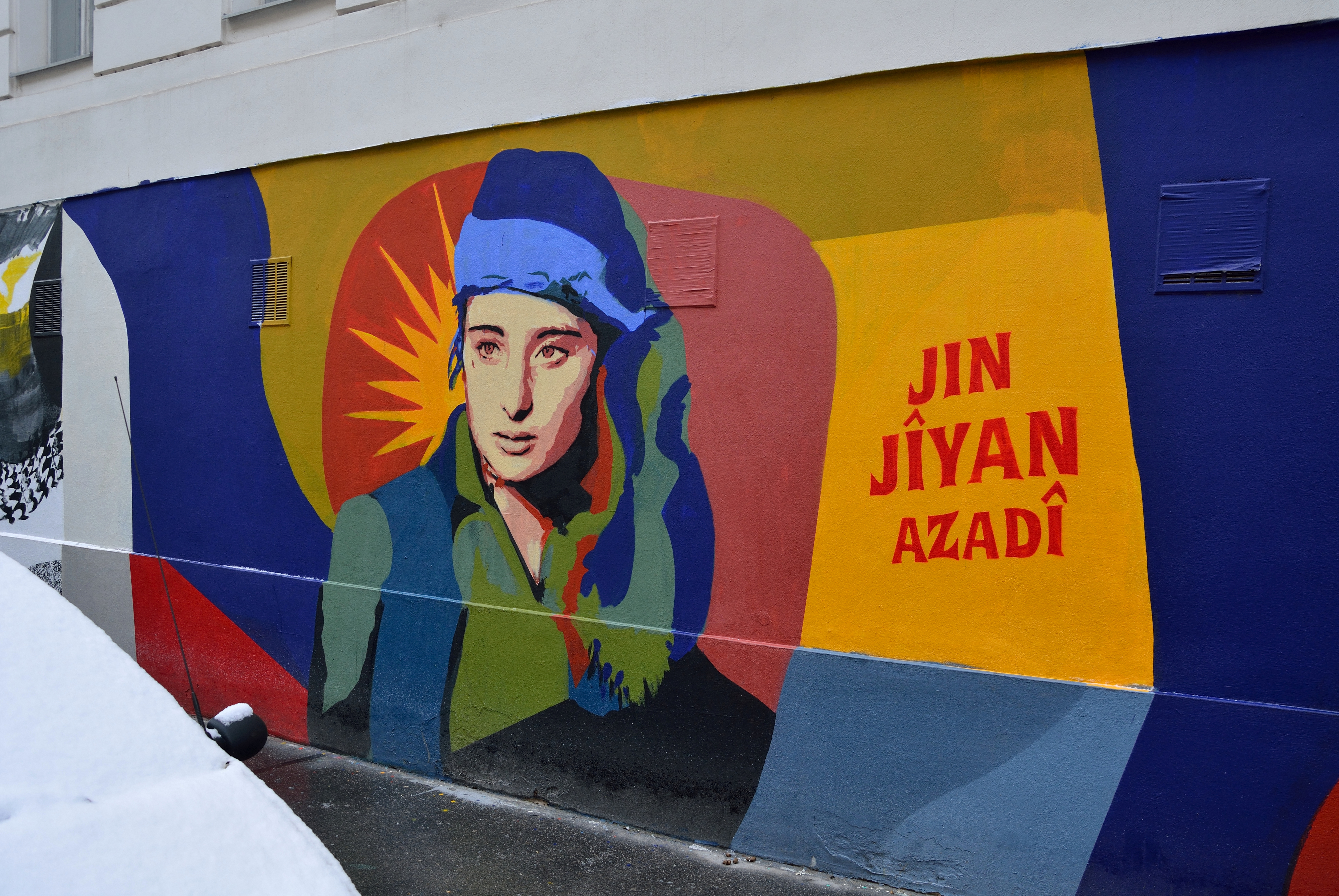
«زن، زندگی، آزادی» بر دیواری در ویَن
----
بیضایی در ستایش و حمایتِ اعتراضاتی که با این شعار در نیمهٔ سالِ ۱۴۰۱ در ایران پدید آمد یک مثنویِ کوتاه گفت و از «آیاتِ کین» و «نظام‌الظالمین» بیزاری نمود. به نظرِ ناقدی او به گواهیِ آثارش «خیلی پیش‌تر و قاطع‌تر، جنبش اخیر و جلوداری زنان را پیش‌بینی و تصویر کرده بود.» نزدیکِ نود سال پیش‌تر داییش، مهدی موافق، در ستایشِ قانونِ کشفِ حجاب قصیده سروده بود. فمینیست‌های فارسی‌زبان اغلب دلیریِ سیاسیِ بیضایی را ستوده‌اند.

ملّی‌گرایی صفتِ متنازعی از بهرِ بیضایی و آثارش بوده است. از راهِ نمونه، محمّد بقایی به یاد آورده که «در آن ایام که ذکر کلمه «ملّی» چیزی در حد «ذُنوبِ لایُغْفَر» بود» بیضایی این معنی را، به رغمِ «بسیاری از کباده‌کشان روشنفکری»، با فیلمِ باشو، غریبه‌ی کوچک «به نحوی غرورانگیز و مفاخرت‌آمیز به تصویر کشید»؛ و حال آن که مثلاً در نظرسنجیِ سالِ ۱۳۷۸ مجلّهٔ فیلم بیضایی را به ملّی‌گراییِ آنچنانی نشناخته‌اند.

## سیاستِ بین‌الملل: از سرزنشِ خودی تا نکوهشِ خارجی
بیضایی در مقالهٔ «پس از صد سال» (۱۳۷۵) نسبتِ فرهنگِ ایران را با شرایطِ شبه‌مستعمراتیش بررسیده است: خارجی تصویرِ درستی از ایرانی به ایرانی نشان می‌دهد. بعدها در مجلس شبیه؛ در ذکر مصایب استاد نوید ماکان و همسرش مهندس رخشید فرزین اشاراتِ روشنی دارد به این که ایرانی از بناهای تاریخیش همچون هدفِ تمرینِ تیراندازی استفاده می‌کند. عجب نیست که انتقادِ «پسااستعمارگرایانه» ازش کرده‌اند. مثلاً حمید دبّاشی انتشارِ عکسِ بیضایی در مجلّهٔ National Geographic در ۱۹۹۹ میلادی را «فاجعه» به‌شمار آورد؛ چراکه، به نظرش، این مجلّه آلتِ فعلِ قدرت‌های مغربی بوده که به واسطه‌اش القای برتریِ خود می‌کرده‌اند. با این حال، نسبتِ ضدّیت با استعمار هم به بیضایی داده‌اند. با این همه، بیضایی همواره به ایران‌دوستی مشهور بوده است.
از واکنش‌های دیگرِ بیضایی به سیاستِ بین‌الملل «شادباش» به اصغر فرهادی بوده «به خاطرِ نامهٔ خودداری از سفرش»، به مراسمِ اسکارِ ۲۰۱۷ میلادی در آمریکا در زمانِ اِعمالِ فرمانِ اجراییِ ۱۳۷۶۹ دونالد ترامپ، «و اعتراضش به همهٔ تندروانی که در رقابت‌های قدرت‌پرستانه و سودجویانهٔ سیاسی چهرهٔ فرهنگیِ ایران را مخدوش می‌کنند و هویتِ بخشی از مردمِ جهان را در تردستی‌های خود به بازی می‌گیرند.»
بیضایی دربارهٔ مهم‌ترین جنگ‌های ایران در زمانِ زندگیِ خودش هم آثاری دارد: فیلم‌نامهٔ اِشغال دربارهٔ اشغالِ ایران در جنگِ بین‌المللِ دوّم چهل سالی پس از اشغال نوشته شد و فیلمِ باشو، غریبه‌ی کوچک دربارهٔ جنگِ ایران با عراق در همان زمانِ جنگ ساخته شد، هرچند تا پس از جنگ اجازهٔ نمایش نگرفت. و جنگ‌های دیگری هم فضا و موضوعِ آثارِ داستانیِ بیضایی بوده است.

## دفاع از محیطِ زیست
بیضایی بارها به خاطرِ ویرانیِ کوه‌ها و خشکاندن و بریدنِ درختان به سیاست‌پیشگان، بی مخاطبِ معیّن، اعتراض کرده است؛ از جمله در گفتگویی با خبرگزاریِ ایسنا در مهرِ ۱۳۸۲ و در متنی به نامِ «نوروزنامه» در اسفندِ ۱۳۸۷.

### توضیحات
1. ↑  مثلاً سیّد جواد طباطبایی و وحید آگاه و عرفان ثابتی و . . . . اوایلِ دههٔ ۱۳۹۰ سیّد محسن علوی‌پور رسالهٔ دکتریِ علومِ سیاسیِ خود را دربارهٔ بیضایی نوشت که «جایزه پژوهش سینمایی سال» را برد. (علوی‌پور، محسن (آبان ۱۴۰۱). «بهرام بیضایی و سیالیّت مفهوم ایران». سیاست‌نامه (۲۴): ۱۸۶.) گاهی از آثارِ بیضایی برای تشریحِ وضعیتی اجتماعی بهره برده‌اند؛ مثلاً احمد غلامی در مقالهٔ «فوبیای هوشیاری». (روزنامهٔ شرق، ۴ آذرِ ۱۴۰۲.) دیِ ۱۴۰۲ کنفرانسِ جنگ و صلح در آثار بهرام بیضایی در تهران برگزار شد. (https://ipsan.ir/2024/02/25/war-and-peace-bahram-bayzaei/)
2. ↑  مثلاً از وکیلی چون جهانبخش نورایی
3. ↑  مثلاً نصرالله قادری (حسینی، روزبه. به شما مربوط نیست! ص. ۱۴۲ و ۱۴۵.) و علیرضا نراقی (شرق. ۱۴ مهر ۱۴۰۳. ص. ۱۱.)
4. ↑  تینا پاکروان به نمایندگیش در تهران گرفت.
5. ↑  دیرتر جلال ستّاری نیز دربارهٔ فرهنگ (۱۳۵۴) را نوشت.
6. ↑  مثلِ سیّد فخرالدّین شادمان و جلال آل احمد و امیرمهدی بدیع و داریوش شایگان و . . . . انتقادِ موریس کورنفورث از جامعهٔ باز و دشمنان آن زودتر از خودِ این کتاب به فارسی ترجمه و منتشر شد!
7. ↑  و چنین نظرگاهی در آن زمان نایاب هم نبود. مثلاً تقی مدرّسی در میانه‌های دههٔ ۱۳۴۰ گفته بود: «به نظر من هیچ دیکتاتوری نیست که جز بر دیکتاتورها بر کس دیگری دیکتاتوری کرده باشد.» («گویندگان و شنوندگان». جنگ (۵): ۳۱. تابستان ۱۳۴۶.)
8. ↑  آنچه مثلاً در چپ‌گراییِ شیعیِ علی شریعتی به صورتِ نظریهٔ «انتظار، مذهبِ اعتراض» درآمد.
9. ↑  مثلاً: عابدی، کامیار (۱۴۰۱). در ایوان تماشا: جست‌وجوهایی در شعر فارسی. تهران: انتشارات مروارید. ص. ۱۹. شابک ۹۷۸-۶۲۲-۳۲۴-۰۱۰-۲. و طایفی، شیرزاد؛ سلمان نصر، کوروش (تابستان ۱۴۰۱). «واکاوی دیدگاه طبقاتی بهرام بیضایی در پرتو نظریات ویتفوگل و مارکس با تکیه بر نمایشنامه‌های آرش، اژدهاک، بندار بیدخش، سلطان مار، چهار صندوق، در حضور باد». تفسیر و تحلیل متون زبان و ادبیات فارسی (دهخدا) (۵۲): ۲۶−۴۹.
10. ↑  کمی مانندِ اختلافِ میانِ توماس مان و برتولت برشت یا اختلافِ ماریو بارگاس یوسا با گابریل گارسیا مارکز یا اختلافِ علی احمد سعید اسبر با بعضِ مخالفانش یا اختلافِ ماکسیم گورکیِ متأخّر با دورهٔ جوانیِ خودش
11. ↑  این سخنرانی سپس‌تر به نامِ «در موقعیت تئاتر و سینما» منتشر و معروف شد؛ گاه به درستکاری و گاه به خودنماییِ سیاسی.
12. ↑  مثلاً امیرحسین شریفی، که فیلم ساختنِ بیضایی و همتایانش را برای جلوگیری از مطرح شدنِ فیلم‌هایی که مخالفتش را برمی‌انگیخته، مانندِ عنکبوتِ مقدّس (۲۰۲۲ میلادی)، لازم می‌دانسته (salameno.com/xcCYcj)؛ و سعید حجّاریان، که خود و هم‌فکرانش را، به تلویح و با پشیمانی، مسئولِ محدودیت‌هایی می‌شناخته که بیضایی را رنجانده بوده است. («صدا، دوربین، بی‌حرکت!». شرق (۴۹۲۶): ۱ و ۵. ۲۷ شهریور ۱۴۰۳.)
13. ↑  عقیدهٔ اصحابِ کیهان در گفتگویی با احسان نراقی چنین به عبارت درآمده که سیّد محمّد خاتمی و همکارانش «دست امثال بیضایی را در فیلم‌سازی باز گذاشته بودند که چهره منفی از انقلاب و ایران منعکس می‌کردند و همین چهره بود که مورد استقبال غربی‌ها واقع می‌شد.» (۱۸ اسفندِ ۱۳۷۳)
14. ↑  مثلاً − (میزان ۱۳۷۸). «واصف باختری، شاعری «بال‌شکسته» یا ایمان‌شکسته؟». پیام زن (۵۲): ۲۴.
15. ↑  مثلاً Talajooy, Saeed (2023). Iranian Culture in Bahram Beyzaie’s Cinema and Theatre: Paradigms of Being and Belonging (1959-1979). London: I.B. Tauris. p. 7. ISBN 978-0-7556-4866-5.

### ارجاعات
1. ↑  آل احمد، «کارنامهٔ دوماهه»، ۱۷.
2. ↑  مؤمنی، «در خلوت دوست»، ۲۱۹.
3. ↑  لطفی، «صدفی در آب‌های شور»، ۷۶.
4. ↑  بیضایی و دیگران، «موزاییک استعاره‌ها»، ۶۷.
5. ↑  −، «اعطای نشان عالی «هنر برای صلح» به استاد هوشنگ ابتهاج»، ۳.
6. ↑  بیضایی و  اکبری، «چه محکمه‌های روشنفکری که گذراندم»، ۱۲۲.
7. ↑  رشیدی، «یادی از دو استاد»، ۳۹.
8. ↑  ملک‌زاده، مهدی (۱۳۸۳). تاریخ انقلاب مشروطیت ایران. ج. ۱. تهران: انتشارات سخن. ص. ۶۹. نیز: یحیی دولت‌آبادی در آیین در ایران.
9. ↑  فروغی، محمّدعلی. سخنرانی از رادیو طهران به تاریخِ ۱۴ مهرِ ۱۳۲۰. (فروغی، محمدعلی (۱۳۸۹).  افشار، ایرج؛ همایون‌پور، هرمز، ویراستاران. سیاست‌نامهٔ ذکاءالملک: مقاله‌ها، نامه‌ها، و سخنرانیهای سیاسی. تهران: کتاب روشن. ص. ۲۲۷. شابک ۹۷۸-۶۰۰-۵۲۳۴-۰۷-۷.)
10. ↑  آشوری و  −، «بیضایی هنرمند آزادی بود که محبوب چپ‌ها نبود»، ۷۷.
11. ↑  ژکان و دیگران، «رئالیسم وحشیانه»، ۱۷۳.
12. ↑  ص. ۱۷۷
13. ↑  آزادی و آزادفکری
14. ↑  آزادی و حیثیت انسانی
15. ↑  فکر آزادی و مقدّمه نهضت مشروطیت
16. ↑  کریمی، «عباس کیارستمی، فیلمساز رئالیست»، ۱۰۲.
17. ↑  «از «چه نباید کرد» تا «چه باید کرد»؛ تأملاتی درباره‌ی جایگاه بینش و منشور برای دگرگونی پایدار اجتماعی»، ۱۴۰۳/۰۲/۱۴، وبسایتِ آسو.
18. ↑  کزازی، «هنرمند راستین سرشتین»، ۱۲.
19. ↑  بیضایی و دیگران، «نقد و بررسی «سه برخوانی»»، ۲۸.
20. ↑  بیضایی، «نمایش در ایران».
21. ↑  احمدی کمالوند و  مرادی، «بررسی روان‌شناختی خودکامگی در نمایش‌نامه‌های «طلحک و دیگران» و «قصّه‌های میر کفن‌پوش» بهرام بیضایی»، ۲۵−۲۶.
22. ↑  بیضایی، «هر کس خودش را می‌نویسد»، ۱۳۴.
23. ↑  −، «کانون نویسندگان ایران به روایت اسناد ساواک»، ۷۷.
24. ↑  −، «علی امینی به روایت اسناد ساواک»، ۴۳۲.
25. ↑  پایا و  قانعی راد، «هابرماس و روشنفکران ایرانی»، ۲۵۲.
26. ↑  کاتوزیان، «برگ‌هایی از خاطرات من»، ۱۰۴.
27. ↑  آشوری و  −، «بیضایی هنرمند آزادی بود که محبوب چپ‌ها نبود»، ۷۶.
28. ↑  بهرام بیضایی راوی زنان، اسطوره و تاریخ
29. ↑  آشوری و  −، «بیضایی هنرمند آزادی بود که محبوب چپ‌ها نبود»، ۷۷.
30. ↑  اسلامی ندوشن و  امیر فریار، «حسب حال یک نویسنده»، ۹.
31. ↑  بررسی کتاب. ص. ۲۵.
32. ↑  «برشت و «ترس و نکبت رایش سوم»». بررسی کتاب (۱۰): ۲۹−۳۰. مرداد ۱۳۴۶.
33. ↑  «در نقد ضد «ایرانیت» روشنفکران چپ‌گرا / یادداشت مهدی تدینی + فیلمی از بیضایی». انصاف نیوز. ۳ شهریور ۱۴۰۲. دریافت‌شده در ۳ شهریور ۱۴۰۲.
34. ↑  نصیریان و  برآبادی، «سینما وضع خوشی ندارد!»، ۳۹.
35. ↑  دولت‌آبادی، «ملاحظات اندیشیدن»، ۹۳.
36. ↑  https://www.radiofarda.com/a/32061537.html
37. ↑  اکبرپور، «پدیده بهرام بیضایی، از مصائب تا فراق»، ۲۰.
38. ↑  ستاری، «جلال ستاری؛ روایت اسطوره‌ای»، ۹۴.
39. ↑  حسینی، «مرگ یزدگرد»، ۱۲۶.
40. ↑  غزنوی، «سینما در جهت مبارزه با فرهنگ امپریالیستی»، ۲۸.
41. ↑  مخملباف و  −، «۵ ساعت گفتگو با محسن مخملباف»، ۲۲.
42. ↑  «سینمای ایران در راه تازه». اطّلاعات، ص. ۱۰. ۲۸ اسفندِ ۱۳۵۸
43. ↑  نصیری‌فر، «سیمای هنرمندان ایران»، ۳۵۱.
44. ↑  امجد، «از خاطرات ممنوع‌الفعالیتی تا حضور ستاره‌ها بر صحنه تئاتر»، خبر آنلاین.
45. ↑  آغداشلو، «با بُغضی در گلو»، ۲۴.
46. ↑  مهاجرانی، «استیضاح»، ۱۷۳.
47. ↑  کیمیایی و  روحانی، «بازجویی سعید امامی از کیمیایی و بیضایی»، ۱۱.
48. ↑  مهاجرانی، «استیضاح»، ۱۸۸.
49. ↑  «مصاحبه آیت‌الله هاشمی رفسنجانی با روزنامه کیهان ۱۳۸۲/۱۰/۲۱». بایگانی‌شده از اصلی در ۱۰ ژانویه ۲۰۱۷. دریافت‌شده در ۴ دسامبر ۲۰۲۳.
50. ↑  رضایی راد و  احمدی، «تئاتر آن قدر اهمیت ندارد که به هر چیز تن دهم»، ۹۸.
51. ↑  https://www.radiofarda.com/a/32061537.html
52. ↑  https://www.radiofarda.com/a/32061537.html
53. ↑  حسن خانی، «شورشیِ چشم‌آبی»، ۱۰۱.
54. ↑  موافق، «مجموعه آثار رامین»، ۱۸.
55. ↑  بقایی ماکان، «چهره‌ها و ناگفته‌ها»، ۳۰۵.
56. ↑  Dabashi، Close Up، 258.
57. ↑  طلاجوی و  محمّدی، «بیضایی به دنبال تحققِ ایده‌ی «رهایی‌بخشی از ریشه» است»، ۱۰۵.
58. ↑  بیضایی، بهرام. زمستانِ ۱۳۹۵. در پیامِ تبریکِ جایزهٔ اسکارِ بهترین فیلمِ خارجی‌زبانِ فروشنده (۱۳۹۴)، منتشرشده به تاریخِ ۱۳ اسفندِ ۱۳۹۵ با صدای بیضایی